# Mondoleh
Mondoleh – wyspa w zatoce Ambas, u wybrzeży Kamerunu.
W latach 80. XIX wieku wyspę zakupił od miejscowego wodza polski podróżnik i badacz Afryki Stefan Szolc-Rogoziński jako bazę swoich wypraw badawczych. Zmuszony przez wielką politykę przekazał wyspę Brytyjczykom, a ci Niemcom.